# Hutě (Černýšovice)
Hutě (deutsch Eisenhammer) ist ein Ortsteil der Gemeinde Černýšovice in Tschechien. Er liegt drei Kilometer nordöstlich von Bechyně in Südböhmen und gehört zum Okres Tábor.

## Geographie

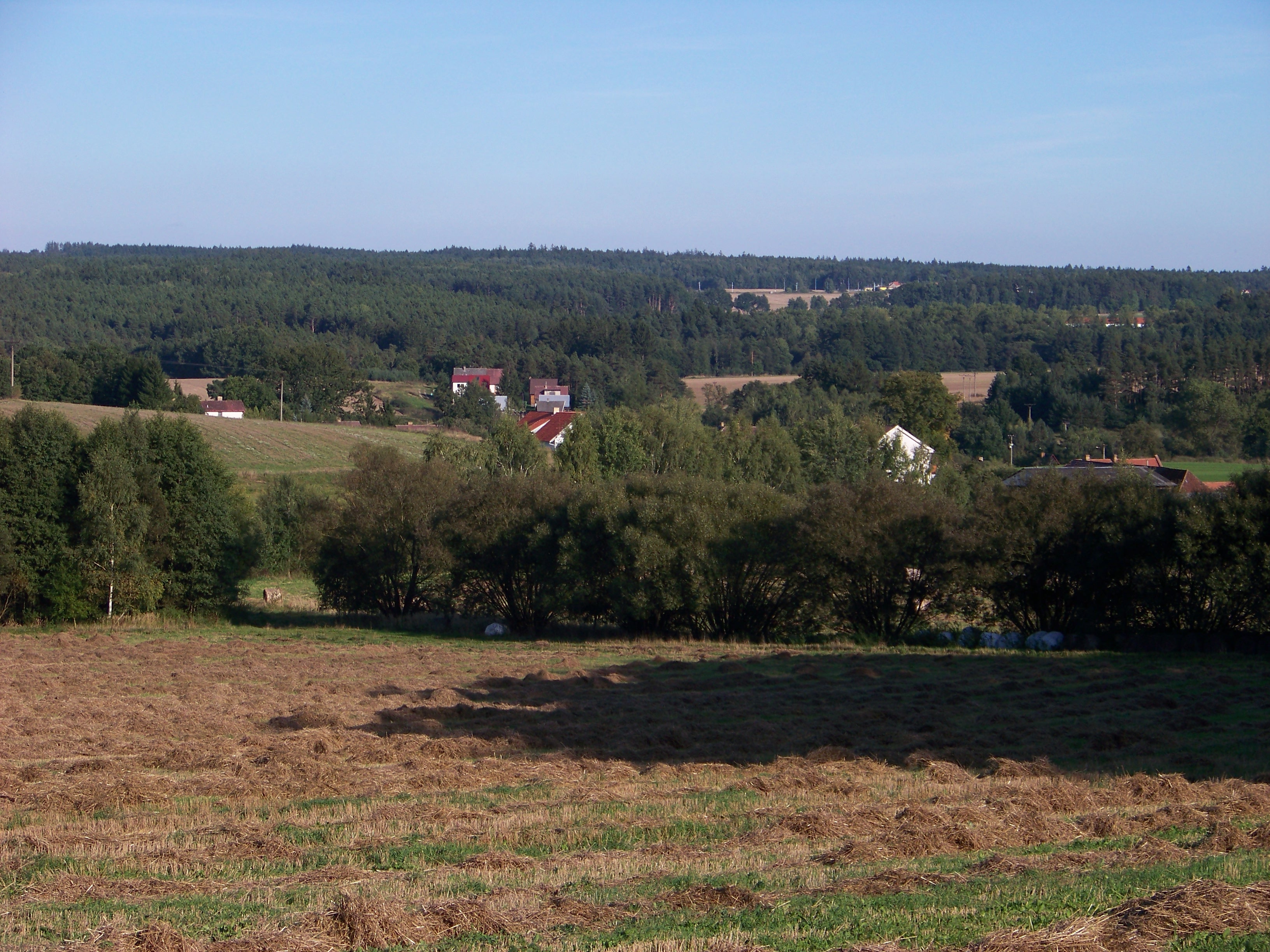
Lainsitztal mit Lišky und Hutě

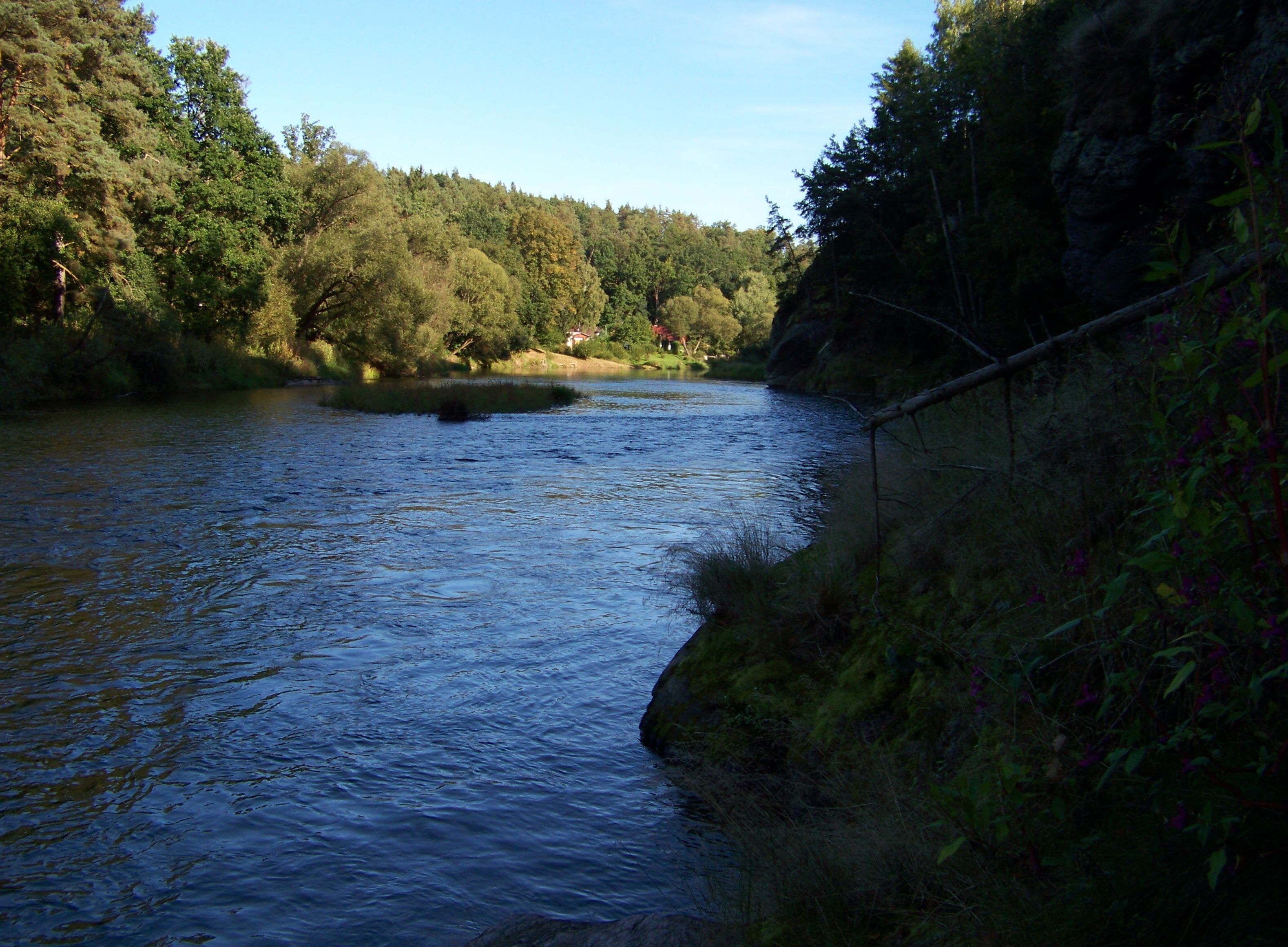
Lainsitz zwischen Lišky und Hutě

Hutě befindet sich im Tal der Lainsitz im Bechiner Hügelland (Bechyňská pahorkatina). Das Dorf liegt am linken Ufer des Flusses in einer Talaufweitung oberhalb der Einmündung des Sudoměřický potok. Im Nordosten erhebt sich der Kameník (420 m), dahinter liegt der Teich Panský rybník. Gegen Süden erstreckt sich der Militärflugplatz Bechyně.
Nachbarorte sind Větrov, Dvorce, Dobronice u Bechyně und Černýšovice im Norden, Všechlapy im Nordosten, Bechyňská Smoleč im Osten, Bežerovice im Südosten, Jamník, Březnice und Hodonice im Süden, Lišky, Chrobkov und Bechyně im Südwesten, Radětice, Na Prádle und Senožaty im Westen sowie Haškovcova Lhota im Nordwesten.

## Geschichte
Im Jahre 1514 begann der Besitzer der Herrschaft Bechin Ladislav von Sternberg mit Bewilligung König Vladislavs II. Jagiello mit dem Abbau mehrerer Hämatitlager bei Sudoměřice. Zur Verarbeitung des Erzes ließ er an der Lainsitz einen Eisenhammer anlegen. Nachdem sich gezeigt hatte, dass die einzelnen Hämatitlager keine zusammenhängende Lagerstätte bildeten und bald abgebaut waren, wurde für den Betrieb des Eisenhammers Erz aus Kamenice nad Lipou angefahren. 1530 erwarben die Herren von Schwanberg Bechyně, 1569 verkaufte Heinrich von Schwanberg die Herrschaft an Peter Wok von Rosenberg. Dieser verkaufte die Herrschaft 1596 an die Herren von Sternberg. Zu Beginn des Dreißigjährigen Krieges fielen die kaiserlichen Truppen mordend, brennend und plündernd in die Gegend ein. Der Eisenhammer erlosch im 17. Jahrhundert. Im Jahre 1715 erlangten die Grafen von Paar die Herrschaft durch Heirat. Im Jahre 1840 bestand das Dorf Eisenhammer bzw. Eisenhütte/Huttie aus 32 Häusern mit 217 Einwohnern. Bei Eisenhammer bestand eine Überfuhr über die Luschnitz. Pfarr- und Schulort war Sudoměřitz. Bis zur Mitte des 19. Jahrhunderts blieb Eisenhammer immer nach Bechin untertänig.
Nach der Aufhebung der Patrimonialherrschaften bildete Hutě/Eisenhammer ab 1850 einen Ortsteil der Gemeinde Černošovice/Černoschowitz in der Bezirkshauptmannschaft Milevsko/Mühlhausen und dem Gerichtsbezirk Bechyně/Bechin. Nach der Auflösung des Okres Milevsko wurde das Dorf zum 21. Februar 1949 Teil des Okres Týn nad Vltavou. Am 27. März 1960 wurden Hutě, Černýšovice, Bežerovice, Smoleč und Sudoměřice zur Gemeinde Sudoměřice u Bechyně zusammengeschlossen. Nach der Aufhebung des Okres Týn nad Vltavou wurde die Gemeinde Ende 1960 dem Okres Tábor zugeordnet. Am 22. Juli 1988 erfolgte der Bau einer neuen Lainsitzbrücke. Nach einem Referendum lösten sich Černýšovice und Hutě zum 24. November 1990 wieder von Sudoměřice los und bildeten die Gemeinde Černýšovice. Im Jahre 1991 lebten in Hutě 30 Personen, beim Zensus von 2001 wurden 40 Wohnhäuser und 32 Einwohner gezählt.

## Sehenswürdigkeiten
- Kapelle
- Naturdenkmal Černýšovické jalovce, östlich des Dorfes, die Population von 300 alten Wacholderbäumen in der Schneise einer Hochspannungsleitung stellt das größte Wacholdervorkommen in Südböhmen dar.
- Denkmalgeschützte Linde am Hang nördlich über dem Dorf
- Burgstätte Chrobkov, südwestlich über einer Flussschleife der Lainsitz